# Niagan
Niagan (en ruso: Нягань) es una ciudad situada en la parte noroeste del distrito autónomo de Janti-Mansi, llamado también como el Ókrug Autónomo. Cerca del río Obi. Le debe su nombre a uno de sus tributarios, el río Niagan-Yugan. Originalmente fue llamada Niaj (Нях). Su población en 2010, según el censo ruso del mismo año era de 57 101.
La ciudad, así como la región entera, se conocen por sus cambios bruscos de temperatura.

## Economía e historia

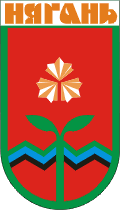
Escudo de la ciudad de 1985

En 1965, Niagan fue establecida como centro maderero. En la actualidad, principalmente, se destaca por sus industrias petroleras y de gas natural. Recibió el estatus de ciudad en 1985.
Está conectada con Ekaterimburgo desde el 2 de abril de 1967. Cuenta con un aeropuerto, situado 12 km al este de la ciudad, abierto en 1993, donde con frecuencia pueden verse estacionados, entre otros, aviones rusos como el Antónov An-24, el Yákovlev Yak-40 y el Túpolev Tu-134. En septiembre del 2000, se abrió allí un museo regional. Además, tiene el mejor centro hospitalario en la región de Tiumén. 
La ciudad es el lugar de nacimiento de la famosa tenista María Sharápova, quien actualmente reside en Florida, Estados Unidos, y que ganó varios torneos importantes, como el campeonato de Wimbledon 2004, el Abierto de los Estados Unidos 2006, el Abierto de Australia 2008, Roland Garros 2012 y Roland Garros 2014.